# アイオー信用金庫
アイオー信用金庫（アイオーしんようきんこ、英語：I･O Shinkin Bank）は、群馬県伊勢崎市に本店を置く信用金庫である。

## 概要
カタカナ名称の信用金庫は全国でも珍しいが、これは旧名称の「伊勢崎太田信用金庫」から「伊勢崎（Isesaki）」と「太田（Ota）」のローマ字表記による頭文字をそれぞれ取ったことに由来する。

## 沿革
- 1928年（昭和3年）1月21日 - 有限責任伊勢崎信用組合を設立。
- 1943年（昭和18年）8月 - 伊勢崎信用組合に改組。
- 1951年（昭和26年）10月 - 信用金庫法に基づき、伊勢崎信用金庫となる。
- 2002年（平成14年）1月4日 - 太田信用金庫と合併し、伊勢崎太田信用金庫となる。
- 2005年（平成17年）1月4日 - アイオー信用金庫に改称。